# Hósvík
Hósvík er en bygd på østsiden af Streymoy på Færøerne. Bygden var indtil 2004 en selvstændig kommune, men herefter blev Hósvíkar kommuna en del af den nye storkommune, Sunda kommuna. 1. januar 2025 havde bygden 325 indbyggere.

## Kirken
Hósvíkar kirkja er fra 1929. Den er opført i hvidkalket beton og har gråt skifertag. I vest er der opført et lavt tårn med piller i de fire hjørner, der hver afsluttes med fire kugler på den flade afsats. De er ikke oprindelige. Skibet har fire vinduer i hver side, mens der er et i hver side i koret. I korgavlen er der et rundt vindue med sprosser i stjerneform over døren. I to hjørner i korgavlen står skråt udad som stræbepiller. Kirken blev ombygget i 2016.

## Historie
Navnet Hósvík kommer fra det norrønske navn Tórsvík (Þórsvík) og har sandsynligvis været et hedensk offersted.
Den oprindelig lille bygd begyndte at vokse samtidig med havfiskeriet, som gav nye indtægtsmuligheder.
Bygden fik sin første skole i 1897; den er blevet udvidet i flere omgange, sidst i 2008, og har kapacitet til undervisning på de første tre klassetrin, hvorefter eleverne fortsætter i kommunens centralskole i Oyrarbakki.
Før broen fra Streymoy til naboøen Eysturoy mod øst blev bygget i 1973, sejlede en bilfærge herfra til Selatrað.

## Erhvervsliv
P/F Thor, som er det største rederi på Færøerne, hører hjemme i Hósvík.

## Sport
Byen har sin egen roklub kaldet "Hósvíkar Róðrarfelag". Klubben har i alt fire både: en båd med seks roere (seksmannafar) som besætning, to både til fem roere (fimmmannafar) og en båd til fire roere (fýramannafar), der bruges som sejlbåd. Klubben havde særlig succes i midten af 1980'erne. Den vandt det færøske holdroningsmesterskab for mænd i seksmandsrobåden tre gange i træk mellem 1985 og 1987.

## Galleri
- Havnen i Hósvík
- Bådhusene ved Havnen
- Hósvík
- Roforeningens robåd „Falkur“ i året 2010